# Rune Hagberg (konstnär)
Rune Fredrik Hagberg, född 28 maj 1924 i Uppsala, död 7 mars 2015 i Härnösand, var en svensk konstnär och författare.

## Biografi
Rune Hagberg var autodidakt och, inspirerad av österländsk kalligrafi, utvecklade han ett spontanistiskt teckenmåleri med stark koncentration på några få tecken med rötter i zenbuddism. Detta tuschmåleri gjorde honom till en av spontanismens förgrundsgestalter i Sverige.
Hans meditativa informalism fann sin plats mellan 1950-talets konkretism och expressionism. Sent i karriären förenklades Rune Hagbergs konst till tillslutna bildrullar omknutna med snören.
Rune Hagberg har i boken Händelser sammanställt sina arbets- och minnesanteckningar. Han deltog i utställningar i slutet av 1940-talet, skrev sina första artiklar i mitten av 1950-talet och blev redan 1955 inbjuden att ställa ut i Japan av en grupp målare och kalligrafer där. Han hade en lång rad utställningar i Sverige och utomlands och är representerad på bland andra Moderna museet  och Norrköpings konstmuseum.
Han var son till järnvägstjänstemannen Sven Hagberg och Ceres Ruthström  och från 1947 gift med Brita Hagberg (1923–2019). Makarna Hagberg är begravda på Nya kyrkogården i Härnösand.